# Jiří Klobouk
Jiří Klobouk (* 24. března 1933 Uherské Hradiště) je česko-americký spisovatel, scenárista a kameraman.

## Osobní život
V roce 1950 byl ze studia na uherskohradišťském gymnáziu vyloučen a po roce zaměstnáni v místní továrně odmaturoval na gymnáziu v Gottwaldově (Zlíně). Po dvouleté vojenské službě studoval lékařskou fakultu v Brně a poté na Univerzitě Karlově v Praze. Studia nedokončil. S manželkou, promovanou geoložkou následně žil v Ostravě. Pracoval jako horník na dole Petr Cingr a po roce se vrátil do Prahy. Po narození syna roku 1959 nastoupil do Československé televize jako osvětlovač a později na pozici kameramana.
V roce 1968 s rodinou emigroval do Kanady, kde působil jako kameraman v ottawské televizi. Roku 1979 se začal věnovat psaní na plný úvazek. Z Kanady se přestěhoval do New Yorku.

## Tvorba
Za inspirační zdroj Kloboukovy tvorby lze považovat jeho obeznámení se s jazzovou hudbou v roce 1945. Jazz praktikoval jako pianista po řadu let. "Filozofie jazzu" ovlivňuje jeho literární zaměření dodnes. První zveřejněnou prací se stala rozhlasová hra Dva někdy někde (Český rozhlas, 1963). Televizní hra Houpací křeslo (1965) získala zvláštní cenu v soutěži televizních her. Za povídku „Winter Wolves“ (Vlci v zimě) publikovanou v Mid-American Review roku 1984 obdržel ocenění „mimořádný spisovatel“. Beletrii publikoval v češtině a angličtině. Jednotlivé povídky byly vydávány v severoamerických publikacích typu Chicago Review, Partisan Review a Stories.
- Protikomunistický manifest (1975) (eseje)
- Hudba po půlnoci (poezie)
- Third Wife (sbírka povídek)
- Návrat domů (sbírka povídek)
- 5 povídek (sbírka povídek)
- Americká žena (sbírka povídek)[4]
- JAZZ II: „Rodiče“ (román)
- Můj život s Blondie (román)
- Kdo stoupá do schodů (román)
- Mostly Beethoven (novela)
- Nearing the End (román)
- Rozhlasové hry I.
- Rozhlasové hry II.
- How High the Moon (román)